# Магалуф
Магалу́ф (исп. Magaluf) — пляжный курорт в юго-западной части Мальорки, одного из Балеарских островов, принадлежащих Испании. Входит в состав муниципалитета Кальвия и расположен в 15 км от столицы Мальорки — города Пальма-де-Мальорка.
Численность населения в 2017 году составила 4301 человек.
Длина пляжа Магалуфа с мелким белым песком составляет около 850 м. Всего на курорте два песчаных пляжа.
Застройка курорта Магалуф на месте фермы Cas Saboners началась в 1950-х годах с постройки первого отеля под названием Atlantic Hotel. Большинство отелей и апартаментов на побережье Магалуфа возведены в 1960-х годах. Планирование городской инфраструктуры весьма неудачно, хаотично, в результате чего в Испании даже появился специальный термин balearització (balearization), определяющий быстрое, несдержанное урбанистическое развитие курортной зоны.
Магалуф славится множеством (более 800) ночных клубов, пабов, баров и дискотек. Популярен среди молодых британских туристов благодаря весьма доступным ценам на туры, включающие стоимость перелёта и размещения в отеле. Британская молодёжь, отдыхающая в Магалуфе, заслужила дурную славу у местного населения массовыми нарушениями общественного порядка в состоянии сильного алкогольного опьянения. В Магалуфе бывали случаи летального исхода в результате балконинга, модного молодёжного увлечения прыжками в бассейн непосредственно с балконов гостиничных номеров.
В Магалуфе находится один из привлекательнейших мест развлечения на юго-западной побережье Мальорки — Дом Катманду. Это большой, выстроенный в тибетском стиле особняк, который стоит на крыше. Когда посетители осматривают его комнаты, дом рассказывает им историю своего владельца, авантюриста по имени Килгор Гуд, который долгое время пытался отыскать легендарный красный драгоценный камень. В Доме Катманду также есть 4D-кинотеатр.

## Галерея
- Жилые дома в Магалуфе
- Пляж в Магалуфе
- Дом Катманду
- Июль в Магалуфе
- Бар в Магалуфе